# Seznam českých vojevůdců
Seznam českých vojevůdců. 
- Antonín Basl
- Albrecht z Valdštejna
- Alois Podhajský
- Alois Liška
- Bohumil Boček
- Bohuslav VI. ze Švamberka
- Boleslav I.
- Břetislav I.
- Břetislav II.
- Čeněk z Vartemberka
- Diviš Bořek z Miletínka
- Ernst Gideon von Laudon
- Evžen Vratislav z Mitrovic
- František Fanta
- František Schöbl
- František z Háje
- Franz Schlik
- Hanuš z Kolovrat
- Heliodor Píka
- Hynek Krušina IV. z Lichtemburka
- Hynek I. Suchý Čert z Kunštátu a Jevišovic
- Georg Christian z Lobkovic
- Jan Čapek (legionář)
- Jan Čapek ze Sán
- Jan Hvězda z Vícemilic
- Jan Jiskra z Brandýsa
- Jan Kratochvíl
- Jan Pardus z Horky a Vratkova
- Jan Radecký z Radče
- Jan Roháč z Dubé
- Jan Sokol z Lamberka
- Jan Syrový
- Jan Lucemburský
- Jan Žižka
- Jaroš z Pušperka (z Poděhus)
- Jindřich z Poděbrad a Minsterberka
- Jindřich Šlik
- Jiří Fridrich Hohenlohe
- Jiří z Poděbrad
- Jindřich Matyáš Thurn
- Johann Kollowrat
- Josef Václav Radecký z Radče
- Johann von Klenau
- Josef Šnejdárek
- Josef Štika
- Josef Švec
- Josef Růžička
- Josef Václav z Lichtenštejna
- Július Nosko
- Karel Klapálek
- Karel Kutlvašr
- Karel Filip Schwarzenberg
- Ladislav Velen ze Žerotína
- Lev Prchala
- Linhart Colona z Felsu
- Ludvík Krejčí
- Ludvík Svoboda
- Mikuláš z Husi
- Oldřich II. z Rožmberka
- Oleg Svátek
- Ondřej Keřský z Římovic
- Petr Arnošt II. Mansfeld
- Prokop Holý
- Přemysl I. Otakar
- Přemysl II. Otakar
- Radola Gajda
- Rudolf Králíček
- Sergěj Ingr
- Sergej Vojcechovský
- Soběslav I.
- Stanislav Čeček
- Václav I.
- Viktorín z Poděbrad
- Vilém Ramming von Riedkirchen
- Vladimír Přikryl
- Zdeněk Kašpar Kaplíř ze Sulevic
- Zdeněk Kostka z Postupic